# 고전소설
한국의 고전소설(古典小說)은 근대 이전의 소설을 말한다. 고소설(古小說), 고대소설(古代小說), 구소설(舊小說)이라고도 한다.

## 용어와 개념
고전소설을 부르는 명칭으로 고전소설, 고대소설, 고소설, 구소설, 옛소설, 조선소설 등의 용어가 다양하게 사용되고 있다. ‘고전소설’은 해방 이후 널리 쓰이는 명칭이나, 고전 문학이라는 말이 가치중립적이지 않고 ‘옛 시대에 쓰인 문학작품 중 권위를 인정받은 것(canon)’을 지칭하기도 하기 때문에 혼동이 있다. ‘고대소설’ 역시 해방 이후 쓰인 용어이나, ‘고대’가 근대 이전의 모든 시대를 포괄하기에 적절하지 않다는 측면이 지적되었다. ‘고소설’은 근대 이전의 모든 소설을 지칭하는 가치 중립적 이름으로 제안되었다. ‘구소설’은 신소설이 등장한 이후 신소설과 대칭되는 의미에서 쓰인 표현이다. ‘조선소설’은 일제 강점기에 주로 쓰였으나 현재는 불리지 않는 이름이다.
고전소설의 개념은 그 시작과 끝을 어디로 보느냐와 관련되어 있다. 일반적으로 고전소설의 출발점은 《금오신화》가 창작된 조선 초기로 보나, 신라 말기에서 고려 초기에 창작된 전기류(傳奇類), 고려 시대에 창작된 패관문학과 가전체 등을 고전소설의 범위에 넣는 입장도 존재한다. 또한 한국 소설사에서는 《혈의 누》(1906)로 시작된 신소설 시기를 거쳐 《무정》(1917)을 최초의 근대소설로 보는 견해가 보통이므로, 그 이전의 소설을 고전소설로 정의할 수 있다. 한국 문학사에서는 ‘근대’의 시작점을 갑오개혁(1894)으로 보는 것이 일반적이나, 강화도 조약에 의한 개항(1876), 한일 병합 조약(1910), 3·1 운동(1919) 등을 한국 근대문학의 출발로 보기도 한다.

## 형성 배경

### 패관문학과 소설의 대두
조선 초의 소설이란 개념은 현재 사용되는 소설(novel)이란 개념과는 거리가 멀다. 본래 소설이란 개념은 근대의 대표적인 문학의 한 장르로, 그 본질은 인간의 행위(성격)를 중심으로 하는 사건의 전개를 심리적·사회적 배경 밑에서 서술하는 문학 형태이다. 그러나 한국에서 소설이란 말은 조선에 와서 처음 언패(諺稗), 즉 언문패설(諺文稗說)이라 한 데에 쓰였고, 이를 고담(古談)·이야기책이라고도 하였다. 이는 잡다한 패관문학적 의식에서부터 설화 계통이 근대적 소설 개념으로 흘러온 것이다.
패관소설이란 엄밀한 뜻에서 쇄문잡록·시화류, 즉 한문으로 된 수필을 말한다. 고려 후기부터 성행한 패관문학은 조선 중기에 이르는 동안에 많은 작품을 산출하였다. 강희안의 《양화소록(養花小錄)》, 서거정의 《골계전(滑稽傳)》, 《필원잡기(筆苑雜記)》, 《동인시화(東人詩話)》, 강희맹의 《촌담해이》, 남효온의 《육신전(六臣傳)》, 《추강냉화(秋江冷話)》, 조위의 《총화(叢話)》, 성현의 《용재총화》, 최부의 《표해기(漂海記)》, 정미수의 《한중계치(閑中啓齒)》, 조신의 《유문쇄록》이 그것이다.
이들은 모두 시화·전기·설화·수필 등에 속하며, 여기에 중간적 존재인 야담인 《어우야담》, 《청구야담》, 《계서야담(溪西野談)》 등도 그 당시의 소설이란 개념 속에 포용되는 작품들이다. 또한 패관문학의 작품들을 집대성한 것으로는 《대동야승》이 전한다.

### 중국 소설의 영향
소설이 형성되기까지에는 민속적(民俗的) 온상에서 발생한 설화가 정착되는 과정에서 자연 발생적인 힘도 작용했다. 그러나 중국에서 들어온 패관문학과 소설의 영향 또한 큰 것이었다. 고려 때만 하더라도 《수신기(搜神記)》, 《열녀전(烈女傳)》, 《태평광기(太平廣記)》 등이 들어온 것으로 보아 진나라(晉)와 당나라 소설도 들어왔을 것이며, 조선 초부터 중기에 이르는 동안 원곡(元曲), 명나라 소설, 그리고 《삼국지연의》, 《수호전》, 《서유기》, 《금병매》 등 수십 종의 소설이 들어오니 이들의 영향은 매우 큰 것이었다. 특히 한국 소설의 효시로 일컬어지는 김시습의 《금오신화》가 중국 명나라의 소설 《전등신화》의 영향 아래 이루어진 것만 보더라도 이것을 단적으로 증명해 준다.

## 하위 장르와 그 전개

### 애정소설
애정소설(愛情小說) 또는 염정소설(艶情小說)은 남녀간의 사랑의 이야기에서 그 소재를 취한 것으로, 주로 영·정조 시대 이후에 출현하였다. 남녀간의 애정 문제는 시대를 막론하고 문학의 중심적인 제재(題材)가 되는 것으로, 우리나라 최초의 소설인 《금오신화》에서 비현실적인 대로 남녀간의 애정 문제를 다루었던 것으로 보아 한국 소설의 발생 초부터 중심적인 테마로 설정되었음을 알 수 있다. 또 15세기에서 16세기 선조시대에 이르는 동안 《운영전》, 《영영전(英英傳)》, 《홍백화전(紅白花傳)》 등의 한문소설 역시 남녀간의 애정 문제를 가장 심각하게 다루었다. 애정소설의 선구적인 작품으로 17세기 숙종 때 김만중의 《구운몽》을 들 수 있다.
16-17세기 사이에 나왔으리라 추측되는 한글로 쓰인 애정소설을 찾아보면 한반도를 배경으로 한 작품은 《숙영낭자전》 1편뿐이고, 거의 중국을 배경으로 삼고 있다. 《숙향전》, 《백학선전(白鶴仙傳)》을 비롯하여 《권용선전(權龍仙傳)》, 《양산백전(梁山伯傳)》, 《권익중전(權益重傳)》, 《금향정기(錦香亭記)》 등은 일부일처주의(一夫一妻主義)를 나타낸 작품이며, 《임호은전(林虎隱傳)》, 《임화정연(林花鄭延)》, 《오선기봉(五仙奇峯)》은 《구운몽》의 경우와 같이 일부다처주의(一夫多妻主義)를 표현한 작품들이다. 숙종 재위기를 전후하여 나온 작품들은 남녀의 애정 문제를 표현하는 데 있어 한 남성 대 한 여성간의 애정관계를 다룬 것이 적고, 대부분 남성을 중심으로 하여 한 남성이 여러 여성과 애정관계를 맺고 있다는 것이 그 특색이다.
그러나 18-19세기 영·정조를 전후하여 나온 작품들은 대부분 한반도를 배경으로 하며 한 남성과 한 여성과의 애정관계를 표현했다. 이는 실학 사상의 영향을 받아 종래의 봉건적 부부생활을 비판했음을 알 수 있고, 또 그 주인공들도 남자가 양반계급의 귀공자인 반면 여자는 상류계급의 규중(閨中)처녀가 아니라 《채봉감별곡》을 제외하고는 하류계급에 속하는 기녀(妓女)들이 대부분이다. 이 시대를 대표하는 작품에는 판소리 계열의 《춘향전》을 모방한 《옥단춘전》을 비롯하여, 《이진사전(李進士傳)》, 《부용상사곡(芙蓉想思曲)》, 《청년 회심곡(靑年悔心曲)》, 《채봉감별곡》 등이 있다.

### 전기소설
전기소설(傳奇小說)은 기이하고 환상적, 낭만적인 내용의 소설로, 고전소설사에서는 김시습의 《금오신화》를 그 효시로 하며, 17세기에 와서는 비극적 결말로 마무리되는 남녀 간의 로맨스가 주를 이룬다. 전기소설은 초현실적인 애정 관계를 중요하게 다루고, 현실과 초현실의 경계에서 사건이 발생한다는 내용상의 특징을 지닌다. 또 대체로 아름답고 적극적인 여성과 소극적인 지식인 남성이 인물로 등장하여 결연(結緣)하지만, 《하생기우전》과 같은 예외를 제외하고 모두 일시적이고 비극적으로 마무리되는 양상을 보인다.
자연 발생적인 고유한 정착 설화의 영향과 명나라의 《전등신화》의 영향 아래 창작된 《금오신화》는 그것이 한문소설임에도 불구하고 후세의 전기체 소설을 발전시키는 시발점이 되어 주었다. 이 작품은 한국 소설의 발전 과정에서 그 결정적인 계기를 마련했다는 점에 의의가 크다. 초기의 전기소설로 《금오신화》 중 〈만복사저포기〉와 〈이생규장전〉, 신광한의 《하생기우전》 등을 들 수 있으며, 이들은 산 사람이 죽은 사람과 결연함으로써 인물 간의 절대적인 신의 관계를 형상화하였다. 이후의 《운영전》과 《주생전》 역시 비극적인 사랑을 다룬다.

### 가전체 소설
김시습보다 뒤늦게 난 백호 임제는 천재적이고도 호방한 시인으로 38세에 요절했으며 《수성지(愁城誌)》란 작품을 남겼다. 이 《수성지》는 가전체 소설의 발달로 의의를 지니며, 원호(元昊)의 《원생몽유록》은 생육신의 남효온을 모델로 한 것이다. 작자 미상의 《화사(花史)》 역시 가전체 소설로 식물의 성쇠를 통해 국가의 흥망을 풍자한 걸작이며, 정태제(鄭泰齊)의 《천군연의(天君衍義)》 역시 사람의 성정(性情)을 의인화한 것으로 같은 계열을 밟은 작품이다.

### 사회소설
15세기를 전후하여 한문소설에서 찾아볼 수 없었던 새로운 유형의 소설이 출현했다. 이들 작품은 초인간적인 도술의 행각을 통해 모순된 사회제도를 시정하기 위한 비판성과 함께 부패하고 포악한 탐관오리를 규탄하려는 문제성을 제시했다. 소설의 소재를 사회적인 이야기에서 취한 사회소설의 대표적인 작품으로 《홍길동전》이나 《서화담전》 등이 있다. 특히 《홍길동전》은 최초의 한글소설이라는 점에서 소설사상 그 의의가 크며, 그 혁명적인 의도와 아울러 중세기적인 사회제도에 대한 비판적 태도로 말미암아 놀랄 만한 현실성을 가지고 있다. 선조 말에 한 시대의 풍운아인 허균에 의해 최초로 《홍길동전》이 한글로 창작됨으로써, 한국소설은 비로소 본궤도에 올라 우리나라 소설이 한문소설에서 출발하여 한글소설로 넘어왔음을 알 수 있다. 《홍길동전》이 이루어진 것은 16세기 말부터 17세기 초 광해군대로서 서구에서의 소설의 생성 연대와 별로 차이가 없다. 이렇게 《홍길동전》 이후 고전소설은 대부분 한글로 창작되게 되어, 18세기 영조 때에 이르러 창작상의 일대 전환기를 마련했다.

### 도술소설
《홍길동전》과 그를 모방한 《전우치전》, 화담 서경덕을 도술가로 꾸며 그린 《서화담전》 등과 같이 초인간적인 도술의 세계가 나타난 것으로는 《박씨전》, 《금방울전》, 《제마무전(諸馬武傳)》, 《삼설기(三說記)》 등이 있다. 이 작품들은 중국 소설 《수호전》과 《서유기》의 영향을 받아 한국적인 바탕 아래 이루어진 것들이다. 이러한 경향의 작품들은 모순된 사회제도에 의해서 현실적으로 패배를 의식한 당시 사람들의 정신적 승리를 나타낸 것이라 볼 수 있는데, 이는 앞의 《홍길동전》의 작자 허균이 이상의 세계를 실현하려다 봉건 왕조에 의해 희생된 데서 큰 교훈을 받은 때문으로 추측된다.

### 군담소설
군담소설이란 그 소재를 전쟁 이야기에서 취한 것으로, 임진왜란과 병자호란의 양난 이후 많이 출현하였다. 중국의 《삼국지연의》의 영향을 받았으며, 대표작으로 《임진록》이 있다.

### 가정소설
가정소설(家庭小說)은 고전소설의 내용적 분류의 하나로, 소재를 가정 이야기에서 취한 것으로 처첩(妻妾)의 갈등과 계자(繼子) 관계를 그린 것이 대부분이다. 처첩간의 갈등을 그린 것으로는 김만중의 《사씨남정기》가 초기적 작품이며, 이는 인현왕후의 손위(遜位)의 사실과 결부시켜 볼 때 상식적인 윤리관에서 가정 비극을 형상화한 것이라 볼 수 있다. 계자 관계를 다룬 것은 평안도 철산(鐵山) 지방에서 일어난 전동흘(全東屹)의 치원설화(治寃說話)를 소설화한 《장화홍련전》이 나오면서부터 비롯되었다고 할 수 있다. 이 소설들은 가정생활에서 전처가 죽고, 후처가 들어오면 전처 소생의 자녀들과 갈등이 생기고 끝내 비극까지 초래하는데, 공통적으로 권선징악(勸善懲惡)이란 교훈적인 윤리를 내세우고 있다. 이러한 경향의 작품들로는 《양풍운전(梁風雲傳)》, 《콩쥐팥쥐전》, 《김인향전(金仁香傳)》, 《김취경전(金就景傳)》, 《어룡전(魚龍傳)》, 《조생원전(趙生員傳)》, 《월영낭자전(月英娘子傳)》, 《정을선전(鄭乙善傳)》, 《정진사전(鄭進士傳)》, 《황월선전(黃月仙傳)》, 《진대방전(陳大方傳)》 등이 있다. 또 충과 효의 원리를 찬양하여 징계를 일삼는 《창선감의록》, 《반씨전(潘氏傳)》, 《적성의전(翟成義傳)》, 《김태자전(金太子傳)》, 《김효증전(金孝曾傳)》, 《장한절효기(張韓節孝記)》 등이 있다.

### 우화소설
우화소설(寓話小說)은 고전소설의 내용적 분류의 하나로, 소재를 민간에 돌아다니는 우화에서 취한 것으로 풍자적인 성격을 띤다. 18세기 영조 때에 이르러 이러한 우화소설 내지 풍자소설이 나오게 된 것은 첫째 실학의 비판정신의 영향, 둘째 판소리 문학의 영향, 셋째 한문학을 위주로 한 평민 문인들의 영향에 의한 것이라고 볼 수 있다. 이 경향의 작품으로는 판소리 12편에 속하는 《이춘풍전》, 《삼선기(三仙記)》, 그리고 《서동지전(鼠同知傳)》, 《두껍전》 등이 있다.

### 몽자류 소설
몽자류 소설(夢字類小說) 또는 환몽소설(幻夢小說)은 《구운몽》에 대한 모방 또는 영향 아래 등장한 소설로, 이정작의 《옥린몽(玉麟夢)》, 옥련자(玉蓮子)의 《옥루몽》, 남영로의 한문소설 《옥련몽(玉蓮夢)》 등의 규모가 큰 작품이 나왔다. 그러나 이 작품들은 중국소설의 모방 또는 번역인 듯하며, 그 내용이 대개 처첩을 거느리고 부귀영화를 꿈꾸는 양반계급의 의식을 그대로 반영한 것이었다.

### 몽유록
몽유록(夢遊錄)은 현실의 인물이 꿈속에서 역사적 인물을 만나 그에게 역사적 사건에 관한 진술을 듣고, 다시 꿈에서 깨어나면서 마무리되는 소설이다. 이러한 ‘현실-꿈-현실’, 혹은 ‘입몽(入夢)-좌정(坐定)-토론-시연(詩宴)-각몽(覺夢)’의 단계를 ‘몽유 구조’라고 한다. 꿈을 꾸는 현실의 인물은 꿈속에서 만난 인물의 이야기를 듣기만 하는 유형과, 꿈속에서 만난 인물들의 초대로 토론과 시연에 참가하는 유형이 있는데, 후자의 유형이 훨씬 많다. 이들은 재주가 뛰어남에도 불구하고, 현실의 모순을 느끼지만 이를 해결할 힘은 없는 소외되고 무력한 존재이다. 꿈속의 인물들은 여러 시대의 위인들이 동시에 나타나 토론을 벌이거나, 역사적 사건에 희생된 인물이 해당 사건을 비판하고 감정을 토로하는 유형으로 나뉜다.
몽유록은 역사적 사건에 대한 우화라는 우언적 성격과 등장 인물의 기이한 꿈속 체험을 다룬다는 전기적 성격을 모두 지닌 장르로, 이러한 특성 때문에 몽유록을 소설 등의 서사 갈래로 분류하는 입장과 수필 등의 교술(敎述) 갈래로 분류하는 입장이 공존한다. 그 때문에 몽유록을 아예 ‘중간·혼합적 갈래’로 보는 중립적인 입장도 존재한다.

### 장편소설
몽자류 소설과 아울러 장편소설(長篇小說)이 나왔는데 다음과 같은 것들이 있다. 《명주보월빙(明珠寶月聘)》 100책, 《명행정의록(明行貞義錄)》 70책, 《완월회맹연(玩月會盟宴)》 90책, 《윤하정삼문취록(尹河鄭三門聚錄)》 102책, 《재생연전(再生緣傳)》 52책, 《화산선계록(華山仙界錄)》 80책, 《효의정충예행록(孝義貞忠禮行錄)》 56책, 《임화정연록(林花鄭延錄)》 50책, 《한강현전(韓江玄傳)》 50책, 《효열지》 114책 등인데 이 중 앞에 설명한 《임화정연록》 외에는 그 내용이 완전히 밝혀지지 않고 있다.

### 궁정소설
한편 고전소설의 전기적(傳奇的)인 성격과는 달리 대궐을 배경으로 궁중에서 일어난 사건이나 생활을 테마로 한 소설이 출현했다. 이것은 궁정문학으로서의 일기(日記)·전기를 비롯한 기타 기록들인데, 그것이 사건을 중심으로 표현했다는 데서 소설의 한 장르로 파악될 수도 있을 것이다. 궁중의 비빈(妃嬪)들은 구중(九重) 심처에서 온갖 쟁총(爭寵)의 모함과 시기 속에 싸여 있으므로 그 사실의 기록 속에는 심사(心事)의 표현이, 전아(典雅)하고 아름다운 궁체의 글씨 그대로 여성적이며 인간적인 면이 나타나 한국 문학사상 독특한 자리를 차지한다. 엄격히 말해서는 궁정문학 또는 일기문학이라고 할 수 있다.

## 특징
고전소설은 대개 지은이를 모른다. 다만 허균의 《홍길동전》 같이 지은이를 아는 것도 있다. 고전소설은 대체로 전지적 작가 시점이기 때문에 서술자가 작중에 개입하여 인물에 대한 평가를 직접적으로 드러내는 '서술자적 개입', '편집자적 논평'이 자주 나타난다. 시간의 흐름에 따라 이야기가 전개되는 일대기적 구성의 구조를 가지고 있다.
고전소설의 주제 의식은 현대소설에 비해 한정적이다. 주로 '충', '효' 등 유교적 윤리관에 기반되어 있고, 착한 사람들은 복을 받고 나쁜 사람들이 벌을 받는 구조인 권선징악에 관한 것이 많다. 현실에는 없는 비현실적 사건과 장소가 등장하지만 중국과 한국을 배경으로 하는 특징이 있다. 다양한 인물이 등장하지만 주로 선인과 악인의 이분법적 구조로 대립되고, 평면적이고 전형적인 인물들이 많은 양상을 보인다.

## 참고 문헌
- 김흥규 (1986). 《한국문학의 이해》. 서울: 민음사. ISBN 8937410494.
- 한국고소설학회 (2019). 《한국 고소설 강의》. 경기: 돌베개. ISBN 9788971999219.
- 이 문서에는 다음커뮤니케이션(현 카카오)에서 GFDL 또는 CC-SA 라이선스로 배포한 글로벌 세계대백과사전의 "소설문학의 발흥" 항목을 기초로 작성된 글이 포함되어 있습니다.